# 秘魯香

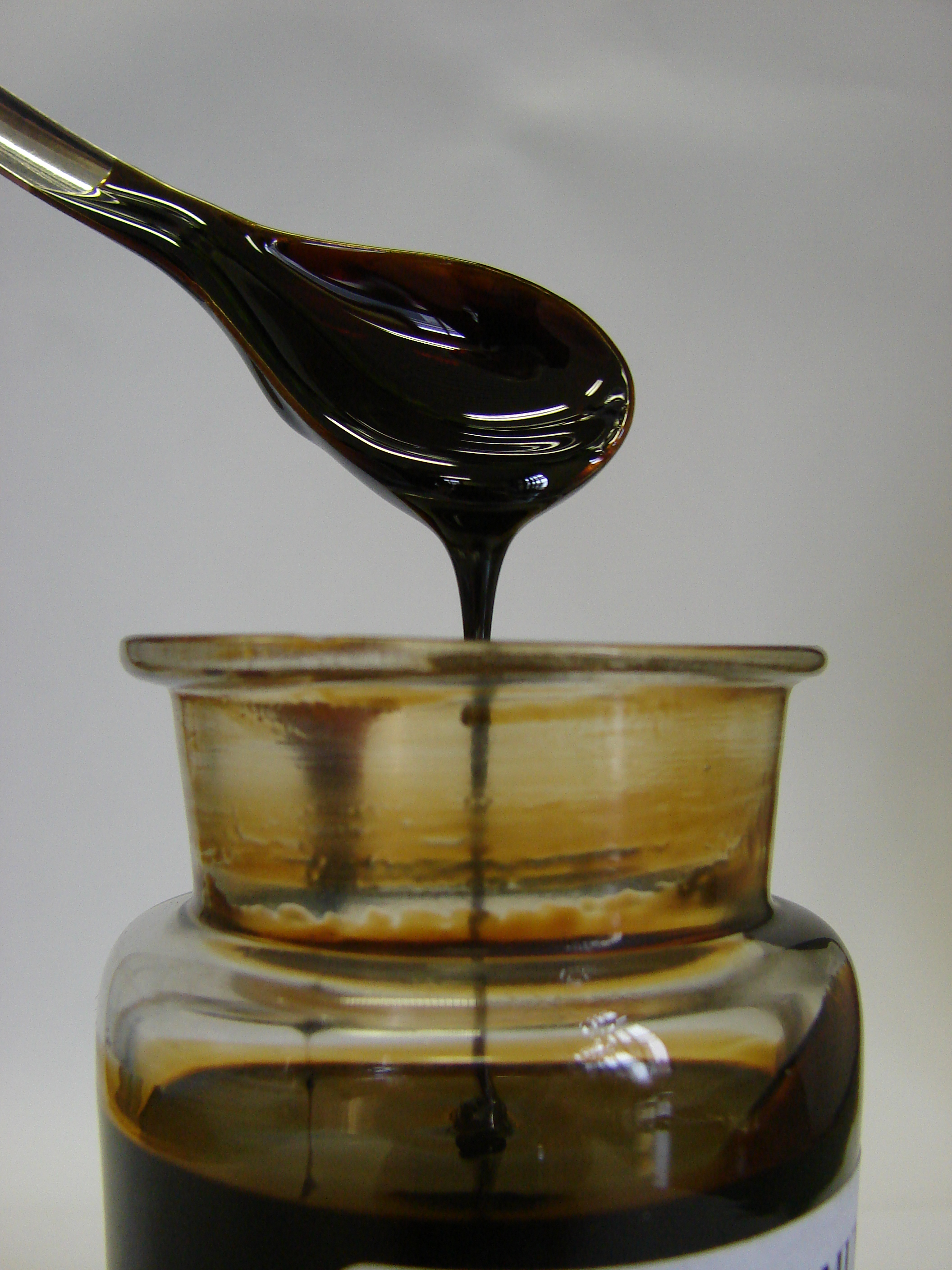
秘鲁香

秘鲁香也叫黑拔尔撒谟（西班牙語：bálsamo negro）、巴尔娑摩、巴尔沙摩、拔尔撒摩、巴尔撒木油、壁露巴尔撒木油、巴尔撒末油、巴尔撒米油、巴尔萨木油、毕录巴尔萨木油、巴尔萨吗油、巴拉萨吗油、巴尔酥麻、秘鲁波勒杀末、百露拔尔撒谟，是秘鲁香树的油树脂的提取物，产于萨尔瓦多，因旧时经秘鲁卡亚俄港转运而得名。用布料覆盖受伤的秘鲁香树树干以吸收油树脂，再水煮被油树脂浸润的布料，得到的底层浓稠油状物即为秘鲁香。秘鲁香可用于治疗外伤、溃疡。

## 历史
中国关于秘鲁香的最早记载见于《坤舆万国全图》附注：“孛露产香，名巴尔娑摩。树上生油，以刀划之，油出，涂尸不败。其刀所划处周十二时即如故。”最早记载秘鲁香的汉文书籍是《职方外纪》：“南亚墨利加之西曰孛露……有树，生脂膏极香烈，名拔尔撒摩。敷诸伤损，一昼一夜肌肉复合如故。涂痘不瘢，以涂尸，千万年不朽坏。”
在清代康乾盛世，巴尔撒木油和巴尔撒木香（可能是秘鲁香的固态制品）为清宫贡品。然而从乾隆、嘉庆开始，秘鲁香逐渐在中国销声匿迹。
晚晴时期受西方影响，秘鲁香出现于译自英文的汉文书籍，译作秘鲁波勒杀末。清末和民国时期则参考日本书籍译作百露拔尔撒谟。